# Спасо-Преображенский собор (Слоним)
Спа́со-Преображе́нский собо́р — храм, расположенный в городе Слониме на ул. Пушкина, 1. Является кафедральным собором Новогрудской и Слонимской епархии.

## История
На месте собора ранее находился костёл каноников латеранских, построенный в XVII веке и разрушенный в XIX веке. Сам храм был возведён в начале XXI века (год начала строительства — 1994-й). Освящен 26 октября 2010 года архиепископом Новогрудским и Лидским Гурием (Апалько).
Первым настоятелем собора являлся протоиерей Виктор Боковец (1938—2021).

## Архитектура
Предшествующий костёл, построенный в стиле барокко, является в архитектурно-стилевом и композиционном отношении основой современного собора. В архитектурном плане данный крестово-купольный храм, вытянутый по продольной планировочной оси, дополнен полукруглой апсидой и боковыми ризницами. Над восьмигранным барабаном, возведённым над средокрестием двухскатных крыш, находится сомкнутый купол, завершением которого является луковичная главка. Такие же главки на восьмигранных шеях отмечают по углам тот же барабан. Завершением торцов объёмов служат двухъярусные крепованные лопатки и барочные фронтоны. Фасад фланкируют четырёхгранные выступы башен, которые завершают маковки. Низкий прямоугольный притвор собора, выделяющий по центру фасад, находится под двухскатной крышей. Расчленение боковых фасадов создают высоко поднятые арочные оконные проёмы и пилоны-контрфорсы в простенках. Завершением трёхъярусной (восьмерик на двух четвериках) башни-звонницы, поставленной перед собором, является луковичный купол.